# Stuckrad-Barre
Stuckrad-Barre war eine Late-Night-Show, die von Benjamin von Stuckrad-Barre moderiert wurde. In Anlehnung an Statler und Waldorf aus der Muppet Show saßen in den ersten Folgen auf einem Balkon im Saal zwei Sidekicks. Ursprünglich wurde sie unter dem Titel Stuckrad Late Night seit dem 16. Dezember 2010 auf ZDFneo ausgestrahlt.
Produziert wurde die Sendung von Christian Ulmen und seiner Produktionsfirma ULMEN TELEVISION GmbH. Die 45-minütige Sendung wurde am Anfang einen Tag vor der Ausstrahlung aufgezeichnet. Die Aufzeichnungen fanden in der 1. Staffel im Ballhaus Rixdorf in Berlin-Neukölln und seit Beginn der 2. Staffel im Studio der Fernsehwerft am Osthafen in Berlin-Friedrichshain statt.
Mit Beginn der dritten Staffel wechselte die Sendung am 11. Oktober 2012 zu Tele 5. Die seitdem Stuckrad-Barre heißende Sendung wurde ohne Werbeunterbrechung ausgestrahlt, wie bisher auf dem öffentlich-rechtlichen, zwingend werbefreien Sender ZDFneo.

## Stuckrad Late Night (ZDFneo)

### Erste Staffel
Zu Beginn jeder Sendung hielt Benjamin von Stuckrad-Barre einen Monolog über aktuelle Ereignisse. Es folgten Einspieler des „HAUTNAH“-Außenreporters Gero Schorch (dargestellt von Jörg Diernberger) und eine Worterklärung (bspw. Elefantenrunde) in der Wöllnerklopädie von Uwe Wöllner, welcher von Christian Ulmen gespielt wurde.
| Folge | Erstausstrahlung  | Gast                    | Bemerkung |
| ----- | ----------------- | ----------------------- | --- |
| 00.   | –                 | Thilo Sarrazin          | Die Pilotfolge wurde am 17. Juni 2010 aufgezeichnet, jedoch wurde lediglich der Auftritt Sarrazins ausgestrahlt und online veröffentlicht. |
| 01.   | 16. Dezember 2010 | Thilo Sarrazin          | |
| 02.   | 6. Januar 2011    | Wolfgang Bosbach        | |
| 03.   | 13. Januar 2011   | Gregor Gysi             | Gysi versuchte die Ausstrahlung einer ihm nicht genehmen Passage zu verhindern.                                                            |
| 04.   | 20. Januar 2011   | Karl Lauterbach         | |
| 05.   | 27. Januar 2011   | Bärbel Höhn             | |
| 06.   | 3. Februar 2011   | Bodo Ramelow            | Hellmuth Karasek war Gast, er las aus dem Blog Ramelows.                                                                                   |
| 07.   | 10. Februar 2011  | Oswald Metzger          | |
| 08.   | 17. Februar 2011  | Hans-Christian Ströbele | Für ein Demonstrationslied kam Gunter Gabriel in die Sendung.                                                                              |
| 09.   | 24. Februar 2011  | Herta Däubler-Gmelin    | |
| 10.   | 3. März 2011      | Katja Suding            | |
| 11.   | 10. März 2011     | Dietmar Bartsch         | |
| 12.   | 24. März 2011     | Andrea Ypsilanti        | |
| 13.   | 31. März 2011     | Sahra Wagenknecht       | |
| 14.   | 7. April 2011     | Heinz Buschkowsky       | |
| 15.   | 14. April 2011    | Jorgo Chatzimarkakis    | |
| 16.   | 21. April 2011    | –                       | Als Gäste waren fünf Mitglieder von Partei-Jugendorganisationen anwesend.                                                                  |
| 17.   | 28. April 2011    | Ralf Stegner            | |
| 18.   | 5. Mai 2011       | Michelle Müntefering    | |
| 19.   | 12. Mai 2011      | Erwin Huber             | |
| 20.   | 19. Mai 2011      | Volker Beck             | |
| 21.   | 26. Mai 2011      | —                       | Best of |

### Zweite Staffel
Mit der zweiten Staffel wurde das Konzept der Sendung etwas verändert. Christian Ulmen tritt vor der Kamera nicht mehr auf. Auch auf andere Einspieler zu Beginn der Sendung wird verzichtet. Stattdessen wird dem Gast mehr Zeit gewidmet. Neu ist, dass der Gast anhand von Fotos die vergangene Woche Revue passieren lassen soll.
| Folge | Erstausstrahlung | Gast              | Sidekicks                             | Bemerkung                         |
| ----- | ---------------- | ----------------- | ------------------------------------- | --------------------------------- |
| 01.   | 9. Februar 2012  | Michael Glos      | Hajo Schumacher, Jörg Schönbohm       |                                   |
| 02.   | 16. Februar 2012 | Peter Altmaier    | Hajo Schumacher, Jörg Schönbohm       |                                   |
| 03.   | 23. Februar 2012 | Marina Weisband   | Hajo Schumacher, Nikolaus Blome       |                                   |
| 04.   | 1. März 2012     | Ottmar Schreiner  | Hajo Schumacher, Jörg Schönbohm       |                                   |
| 05.   | 8. März 2012     | Rainer Brüderle   | Hajo Schumacher, Jan W. Schäfer       |                                   |
| 06.   | 15. März 2012    | Rezzo Schlauch    | Hajo Schumacher, Nikolaus Blome       |                                   |
| 07.   | 22. März 2012    | Christian Ude     | Markus Feldenkirchen, Nikolaus Blome  | als Gast: Dennis Gansel           |
| 08.   | 29. März 2012    | Christopher Lauer | Hajo Schumacher, Markus Feldenkirchen | als Gast: Jakob Hein              |
| 09.   | 5. April 2012    | Katja Kipping     | Markus Feldenkirchen, Nikolaus Blome  |                                   |
| 10.   | 12. April 2012   | Julia Klöckner    | Hajo Schumacher, Markus Feldenkirchen |                                   |
| 11.   | 19. April 2012   | Omid Nouripour    | Hajo Schumacher, Nikolaus Blome       | als Gast: Sebastian Frankenberger |
| 12.   | 26. April 2012   | Patrick Döring    | Markus Feldenkirchen, Nikolaus Blome  |                                   |

## Stuckrad-Barre (Tele 5)

### Erste Staffel
| Folge | Erstausstrahlung  | Gast               | Sidekicks                             | Bemerkung                                                                                           |
| ----- | ----------------- | ------------------ | ------------------------------------- | --------------------------------------------------------------------------------------------------- |
| 01.   | 11. Oktober 2012  | Johannes Ponader   | Markus Feldenkirchen, Nikolaus Blome  | Gastauftritt von Martin Semmelrogge beim Improvisationstheater                                      |
| 02.   | 18. Oktober 2012  | Henryk Wichmann    | Markus Feldenkirchen, Nikolaus Blome  | |
| 03.   | 25. Oktober 2012  | Martin Lindner     | Markus Feldenkirchen, Nikolaus Blome  | Lindner zieht an einem Joint. Ob tatsächlich Cannabis enthalten ist, bleibt unklar.                 |
| 04.   | 1. November 2012  | Günther Beckstein  | Markus Feldenkirchen, Nikolaus Blome  | |
| 05.   | 8. November 2012  | Norbert Geis       | Markus Feldenkirchen, Nikolaus Blome  | |
| 06.   | 15. November 2012 | Gerhart Baum       | Markus Feldenkirchen, Nikolaus Blome  | Baum schlägt mit einem Vorschlaghammer auf ein nachgebautes Guidomobil.                             |
| 07.   | 22. November 2012 | Brigitte Zypries   | Markus Feldenkirchen, Hajo Schumacher | |
| 08.   | 29. November 2012 | Jutta Ditfurth     | Markus Feldenkirchen, Nikolaus Blome  | Ditfurth verweigert sich einem Teil der Spiele. Eine Aktion zum Sendungsende findet ohne sie statt. |
| 09.   | 6. Dezember 2012  | Franziska Brantner | Markus Feldenkirchen, Nikolaus Blome  | |
| 10.   | 13. Dezember 2012 | Jan Stöß           | Markus Feldenkirchen                  | Staffelfinale                                                                                       |

### Zweite Staffel
| Folge | Erstausstrahlung   | Gast                    | Sidekicks            | Bemerkung                                              |
| ----- | ------------------ | ----------------------- | -------------------- | ------------------------------------------------------ |
| 01.   | 22. August 2013    | Karl Lauterbach         | Markus Feldenkirchen |                                                        |
| 02.   | 29. August 2013    | Matthias Machnig        | Markus Feldenkirchen |                                                        |
| 03.   | 5. September 2013  | Kurt Beck               | Markus Feldenkirchen | Feldenkirchen moderiert „Das TV-Duell: Stuckrad–Beck“. |
| 04.   | 12. September 2013 | Patrick Döring          | Markus Feldenkirchen |                                                        |
| 05.   | 16. September 2013 | Bernd Lucke             | Markus Feldenkirchen |                                                        |
| 06.   | 17. September 2013 | Dorothee Bär            | Markus Feldenkirchen |                                                        |
| 07.   | 18. September 2013 | Katharina Nocun         | Markus Feldenkirchen |                                                        |
| 08.   | 19. September 2013 | Hans-Christian Ströbele | Markus Feldenkirchen |                                                        |
| 09.   | 20. September 2013 | Dietmar Bartsch         | Markus Feldenkirchen |                                                        |
| 010.  | 26. September 2013 | Heide Simonis           | Markus Feldenkirchen | Staffelfinale mit Rücktritt Stuckrad-Barres            |

## Rezeption
Der Spiegel nannte die Show „die ausgefallenste, schrägste, intelligenteste Polittalkshow“ und ein „Gegenmodell zu Jauch und Plasberg“.